# Ліліпут (сир)
Ліліпут (оригінал: liliput Wielkopolski, за межами Великопольщі: liliput) — сир, що дозріває, виробляється переважно у Великопольщі з коров'ячого молока. Ліліпут великопольський був уключений до списку традиційних продуктів 13 липня 2008 року.

## Характеристика
Ліліпут великопольський виробляється у Великопольщі, зокрема в околицях Вонгровця, Оборників, Гнєзна, Вжесьні, Віткова та Кемпна. Проте більшість молока надходить із Вонгровецького повіту, де не наступила повна масовізація розведення корів. Фермери, які постачають сировину, зазвичай мають невеликі стада (до 20 корів) і використовують традиційні корми без хімічних добавок. В одному з господарств діє паровий котел 1914 року випуску.
За межами Великопольщі (наприклад, у Граєво або Цеханув) виробляється промисловими методами, що базуються на менших потребах у сировині, з додаванням нітрату калію та аннато.

## Смак
Специфічний смак сиру обумовлений декількома факторами: ручним виробництвом, натуральною сировиною та оригінальним процесом засолювання в спеціальних розсолах.

## Дані
- м'якоть однорідна, з невеликою кількістю очек, м'яка, гнучка,
- форма — овальна, циліндрична — діаметр близько 10 см і висота близько 4 см,
- дуже м'який і ніжний смак,
- колір — від світло-жовтого до жовтого, однорідний,
- значення pH — у межах 5,15-5,3.